# Le Parfum de l'Invisible
Le Parfum de l'Invisible è un film d'animazione erotico diretto da Francis Nielsen.